# Быстрицкий, Георгий Георгиевич

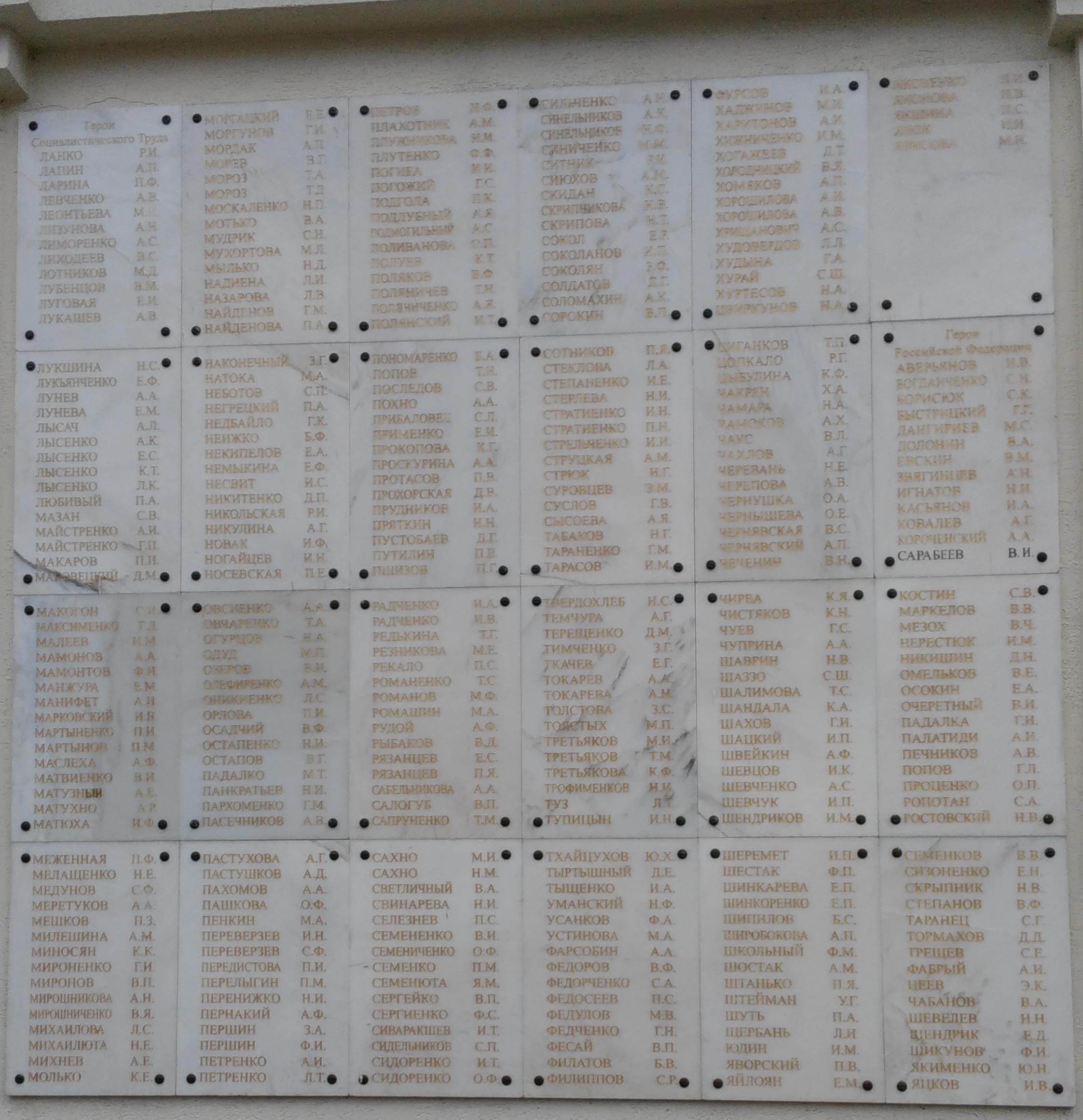
Мемориальная доска с именами Героев Социалистического Труда Кубани и Адыгеи. Краснодар 2017

Георгий Георгиевич Быстрицкий (2 мая 1925, Краснодарский край — 17 мая 2012, Краснодар) — бывший командир расчета орудия 699-го истребительно-противотанкового артиллерийского полка 18-й артиллерийской бригады 60-й армии 4-го Украинского фронта, старший лейтенант внутренней службы в отставке. Герой Российской Федерации (31.12.1996).

## Биография
Родился 2 мая 1925 года в станице Ладожская Усть-Лабинского района Краснодарского края.
В январе 1943 года добровольцем зачислен в ряды Красной Армии.
В январе 1945 года в Курляндии Георгий Быстрицкий отбил ночную контратаку врага и сжёг немецкий танк, а после ранения остался у орудия и продолжил вести огонь. В Польше в марте 1945 года расчет сержанта Быстрицкого подбил две самоходные артиллерийские установки, что позволило переломить ход боя и выбить немцев с важного рубежа. Всего за годы войны артиллеристом уничтожено 12 немецких танков.
Указом Президента Российской Федерации № 1792 от 31 декабря 1996 года за мужество и героизм в Великой Отечественной войне 1941—1945 годов старшему лейтенанту внутренней службы в отставке Быстрицкому Георгию Георгиевичу присвоено звание Героя Российской Федерации с вручением медали «Золотая Звезда».
Проживал в Краснодаре. Умер 17 мая 2012 года. Похоронен на Славянском кладбище Краснодара.

## Награды
- Медаль «Золотая Звезда» Героя Российской Федерации — 31.12.1996
- Орден Ленина — 29.06.1945
- Орден Славы 2-й степени — 26.05.1945
- Орден Славы 3-й степени — 10.01.1945
- Орден Красной Звезды — 02.12.1944
- Орден Отечественной войны 1-й степени — 11.03.1985
- Медаль «За отвагу» — 30.05.1945
- другие награды